# List do Filipian
List do Filipian [Flp] – jeden z listów więziennych apostoła Pawła, napisany prawdopodobnie podczas jego uwięzienia w Rzymie (lata 61−62) lub w Efezie (56−57).
Autentyczność i Pawłowe autorstwo listu nie ulegało nigdy wątpliwości.

## Miejsce i data powstania
Jak wynika z Flp 1,14, list pisany był z więzienia. Autor nie wspomina jednak, gdzie i z jakiej przyczyny był wtedy uwięziony. Do końca XIX w. uznawano powszechnie, że chodzi o pierwsze uwięzienie Pawła w Rzymie (61-63). Za Rzymem jako miejscem powstania przemawiały m.in. wzmianki o pretorium (Flp 1,13) oraz o chrześcijanach pochodzących z dworu cesarskiego (Flp 4,22).
Dopiero w XX w. podważona została hipoteza więzienia rzymskiego. Jak wynikało z treści listu, Paweł często kontaktował się z Filipianami, gdy tymczasem podróż z Rzymu do Filippi trwała 4-5 tygodni. Ponadto Paweł zapowiadał w liście odwiedziny Filippi, podczas gdy, będąc w Rzymie, planował odwiedzić Hiszpanię. Dlatego popularna współcześnie jest hipoteza, że Paweł napisał list podczas uwięzienia w Efezie podczas jego trzeciej wyprawy misyjnej. Podróż z Efezu do Filippi trwała około 8 dni. Listy Pawła oraz Dzieje Apostolskie nie wspominają o więzieniu w Efezie, jednak taką możliwość dopuszcza interpretacja listów do Koryntian, m.in. wzmianka, że Paweł stał się sługą Ewangelii „przez więzienia”.
Mniej popularna jest hipoteza o napisaniu listu podczas uwięzienia w Cezarei (wspomnianym w Dz 24), jednak nie rozwiązuje ona problemów stworzonych przez hipotezę rzymską (Cezarea znajduje się jeszcze dalej od Filippi niż Rzym).
Istnieje również inna hipoteza na temat jego powstania (połowa lat '50 I w., pobyt Pawła w więzieniu w Efezie – por. 1 Kor 15,32).

## Treść listu
Paweł skierował list do mieszkańców Filippi – miasta w Macedonii, pierwszego europejskiego obszaru działań apostolskich Pawła. Wzywa w nim Filipian, wyjątkowo bliskich jego sercu, do życia godnego Ewangelii, trwając w jedności i harmonii (Flp 1,27-2,5). Za wzór stawia im Jezusa, ukazanego w słowach: Należy budować życie chrześcijańskie na Chrystusie, który jest „Panem ku chwale Boga Ojca” (Flp 2,11). Mimo iż pisany z więzienia, list zachowuje pogodny charakter. Paweł wielokrotnie nawołuje do radości: W końcu, bracia, wszystko co jest prawdziwe, co godne, co sprawiedliwe, co czyste, co miłe, co zasługuje na uznanie: jeśli jest jakąś cnotą i czynem chwalebnym - to miejcie na myśli! Czyńcie to, czego się nauczyliście, co przejęliście, co usłyszeliście i co zobaczyliście u mnie, a Bóg pokoju będzie z wami (Flp 4,8-9). Paweł pisze bardzo osobisty list - zauważa w nim, że żadna wspólnota nie udzieliła mu tyle pomocy, co Filipianie (Flp 4, 10.14-18). Dziękuje w nim za okazaną sobie pomoc i wsparcie finansowe. Można uważać, że udzielenie pomocy Pawłowi było dla Filipian wyróżnieniem, a nawet łaską (Flp 4,15). Ze względu na wielką przyjaźń jaką Paweł darzył wspólnotę, list do niej ukazuje bogate życie wewnętrzne Apostoła Narodów (Flp 1,21-24; 2,17n; 3,7-14; 4,11-13).

## Struktura listu
1. Położenie Pawła (1,12-36)
2. Napomnienie (1,27-2,18)
3. Pomocnicy apostoła (2,19-3,1)
4. Droga chrześcijańskiego zbawienia (3,2 - 4,1)
5. Pokój w Kościele (4,2-9)
6. Pawłowe uznanie za otrzymane dary (4,10-20)

Dwudziestowieczna krytyka tekstu zwróciła uwagę na zmianę tonu i tematu listu na początku rozdziału 3 i ponownie w 4,10. Wysunięto w związku z tym hipotezę, według której List do Filipian jest w rzeczywistości zbiorem trzech listów pochodzących od Pawła i adresowanych do kościoła w Filippi. Proponowany podział jest następujący:
- A: 4,10-20 (najwcześniejszy)
- B: 1,1 - 3,1 oraz 4,2-9
- C: 3,2 - 4,1